# Holzkirche von Cizer

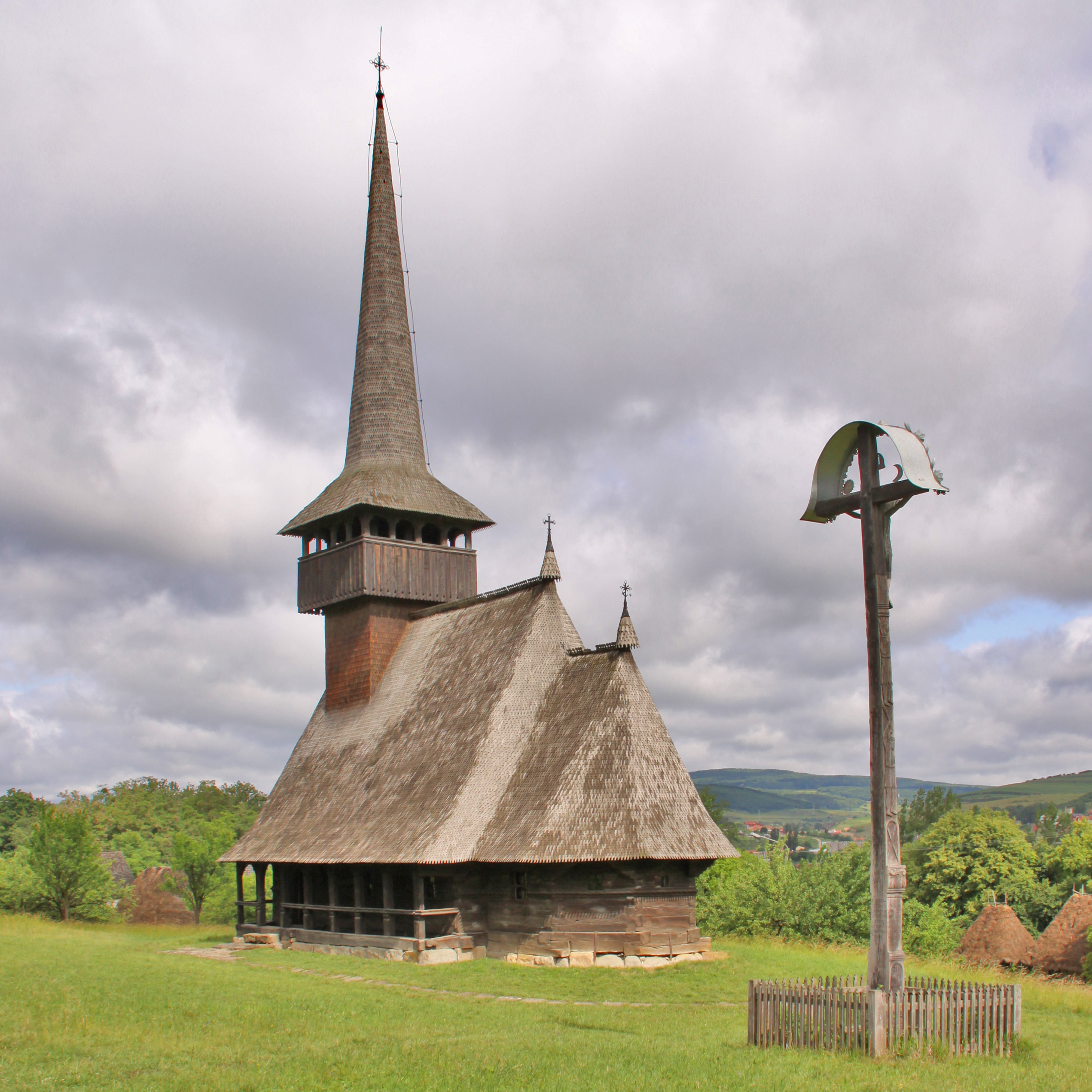
Die Holzkirche von Cizer
(jetzt in Cluj-Napoca)

Die Holzkirche von Cizer ist die ehemalige Dorfkirche von Cizer (Kreis Sălaj). Sie wurde 1773 von Vasile Ursu Nicola, auch bekannt als Horea, einem Führer des Bauernaufstandes von 1784, errichtet.
Insbesondere der polygonale Grundriss und die gut erhaltene Innenausmalung sind von kunsthistorischem Wert.

## Gegenwärtiger Standort
1968 wurde das Gebäude in die Freilichtabteilung des Ethnographischen Museum von Cluj-Napoca (dt. Klausenburg) transloziert. Der Standort befindet sich am Eingang zum Stadtwald Hoia - Strada Parcul Etnocrafic Romulus Vuia.

## Die Meister
Die Aufschriften am Haupteingangsportal und das Eintrittsportal im Schiff datieren den Beginn des Baus auf das Jahr 1773. Die lokale Tradition weist den Bau der Kirche dem Meister Horea zu. Er wohnte in der Nähe des Dorfes Iegăriște, auf dem Gebiet der Familie Banffy, die auch Inhaber des Dorfes Cizer waren. Die Tradition ist von einer Inschrift bestätigt: lucrat Ursu H(orea) (gearbeitet Ursu H), die sich auf einem Balken der Kuppel  befindet, ein ungewöhnlicher Ort für eine solche Inschrift. Horea schrieb in seinem Testament, dass er 44 Florin Schulden hätte bei Nicula Ion, dem Baumeister der Kirche von Țăzeri. Die Erwähnung der Schuld weist darauf hin, dass Horea derjenige war, der das Geld für den Bau bekam. Die Baumeister der Kirchen arbeiteten öfter zu zweit und sie waren dadurch stark voneinander abhängig.